# Maciej Kujawski
Maciej Kujawski (ur. 23 lutego 1953 w Warszawie, zm. 25 maja 2023 w Mysiadle) – polski aktor teatralny i filmowy.

## Życiorys
Syn Eugeniusza i Walentyny. Absolwent XXV Liceum Ogólnokształcącego im. Józefa Wybickiego w Warszawie. W 1978 ukończył studia na PWST w Warszawie. W latach 1979–1986 występował w Teatrze na Woli w Warszawie. Od 1986 do śmierci był aktorem Teatru Kwadrat w Warszawie. Od 2002 do śmierci użyczał głosu w produkcjach Disneya Kubusiowi Puchatkowi. Rolę tę przejął po zmarłym Janie Kociniaku.

## Filmografia
- 1992–2000: Ciuchcia – różne role[4]
- 2000: Lokatorzy – pan Jurek, właściciel pubu „Muszelka” (odc. 4–6, 8, 12,17,24, 28, 31)
- 2000: Twarze i maski – pracownik techniczny teatru (odc. 4, 5)
- 2001: Graczykowie (odc. 49)
- 2001–2002: Graczykowie, czyli Buła i spóła – sprzedawca feromonów (odc. 8, 25, 38)
- 2006–2007: Dwie strony medalu – nauczyciel Marian (odc. 31, 33, 35, 37, 39, 42, 44, 46–48, 50)
- 2006: Ale się kręci – aktor Śledziewski (odc. 3-5, 7)
- 2008–2021: Na Wspólnej – Stefan Dębek, przyjaciel i wspólnik Marka Zimińskiego
- 2008: Egzamin z życia – Jóźwiak (odc. 106)
- 2008: 39 i pół – kanar (odc. 13)
- 2008: Klan – ojciec Justyny (odc. 1590)
- 2008: BrzydUla – sprzedawca (odc. 50)
- 2009: Przeznaczenie – Stanisław Kustra (odc. 7)
- 2011: Czas honoru – Jakubiak, kupiec mieszkania (odc. 44)
- 2012: Prawo Agaty – ochroniarz w Prospectrum (odc. 1, 4)
- 2018: Ucho Prezesa – Lech Wałęsa (odc. 39, 47)
- 2022: Tonia – Miecio

## Polski dubbing
- 1996: Kulfon, co z ciebie wyrośnie? – herszt zbójników (odc. 2)
- 2002: Neverwinter Nights –
  - Nyatar,
  - Zokan Gromowładny,
  - Salomon, Gerrol,
  - farmer O’Deel,
  - Yusam,
  - druid Północy,
  - Mutamin,
  - Rolkid,
  - Rolgan,
  - Dumal,
  - Festiliard,
  - Nuglat,
  - Soundset-dobroduszny choć hałaśliwy,
  - Soundset-strażnik
- 2004: Harry Potter i więzień Azkabanu – Remus Lupin
- 2004: Terminal –
  - Cliff,
  - golący się mężczyzna,
  - pracownik ochrony lotniska,
  - taksówkarz odwożący Naworskiego na lotnisko
- 2005: The Bard’s Tale: Opowieści barda –
  - Bodb piąty,
  - Bannock,
  - Snorri,
  - wikingowie w Finstown
- 2006: Było sobie życie –
  - głos proponujący minerały (odc. 1),
  - kurz (odc. 1)
- 2006: Monster Warriors –
  - Silas (odc. 2),
  - naczelnik McKendrick (odc. 5),
  - Fred (odc. 11)
- 2006–2009: Supercyfry –
  - Cyfra 25 (seria 3, odc. 1),
  - Cyfra 50 (seria 3, odc. 2)
- 2007: Harry Potter i Zakon Feniksa – Remus Lupin
- 2007: Skunks Fu – Wieprz
- 2008: Potwory i piraci –
  - Pablo,
  - Klopsik
- 2009: Księżniczka z krainy słoni – członek Rady Starszych
- 2009: Lou!
- 2009: Przygody Ichaboda i Pana Ropucha (pierwsza wersja dubbingowa) – Kret
- 2010: Astro Boy – Robotski
- 2010: Power Rangers RPM –
  - Benny (odc. 6),
  - Martin Landsdown (odc. 89)
- 2010: Super Hero Squad
- 2010: Marmaduke – pies na fali – Carlos
- 2010: Mikołaj – chłopiec, który został świętym – Marcus
- 2011: Tajemnice domu Anubisa
- 2012: Big Time Rush w akcji
- 2012: Życie Pi – starszy inspektor ubezpieczeniowy
- 2013: Tajemnica zielonego królestwa – Nim Galuu
- 2013: F1 2013 – komentator w trybie klasycznym
- 2013: Hobbit: Pustkowie Smauga – Pająk
- 2015: Wiedźmin 3: Dziki Gon –
  - Thorlef,
  - nilfgaardzki chłop,
  - sołtys
- 2015: Imperium robotów. Bunt człowieka – Słony
- 2018: Masza i Niedzwiedź – Julek (odc. 55)

### Filmy seriale i gry zKubusiem Puchatkiem– Kubuś Puchatek
- 2002: Zabawa z Kubusiem Puchatkiem: Puchatkowe przyjęcie
- 2002: Kubuś Puchatek: Puchatkowego Nowego Roku
- 2003–2004: Kubusiowe opowieści
- 2003: Prosiaczek i przyjaciele
- 2003: Prosiaczek i przyjaciele
- 2004: Maleństwo i przyjaciele
- 2004: Kubusiowe przedszkole
- 2005: Kubuś i Hefalumpy
- 2005: Kubuś Puchatek: Czas prezentów
- 2005: Urodzinowe przygody Kubusia
- 2005: Czarodziejski świat Kubusia: Rośniemy z Kubusiem
- 2006: Kaczor Donald przedstawia (odc. 90b)[6]
- 2007: Moi przyjaciele – Tygrys i Kubuś
- 2011: Kubuś i przyjaciele
- 2011: Kubuś i przyjaciele
- 2011: Kubusiowe przygódki
- 2017: Klinika dla pluszaków (odc. 107)
- 2018: Krzysiu, gdzie jesteś?
- 2020: Miasteczko South Park (odc. 299, 302)
- 2020: Nowe przygody Kubusia Puchatka (druga wersja dubbingowa odc. 27, 41)
- 2021: Kubuś i pogromcy goblunów